# Küstendorf
Küstendorf (serb. Кустендорф/Kustendorf = drewniane miasto, lub Drvengrad/Дрвенград) – miejscowość w Serbii, w okręgu zlatiborskim, w mieście Užice. Jest położona ok. 200 km od Belgradu i 10 km od granicy z Bośnią, niedaleko Mokrej Góry i Višegradu, znanego po dziele Most na Drinie, za m.in. które Ivo Andrić otrzymał literacką nagrodę Nobla. Do miasteczka można dojechać Ósemką Szargańską, zabytkową koleją wąskotorową.

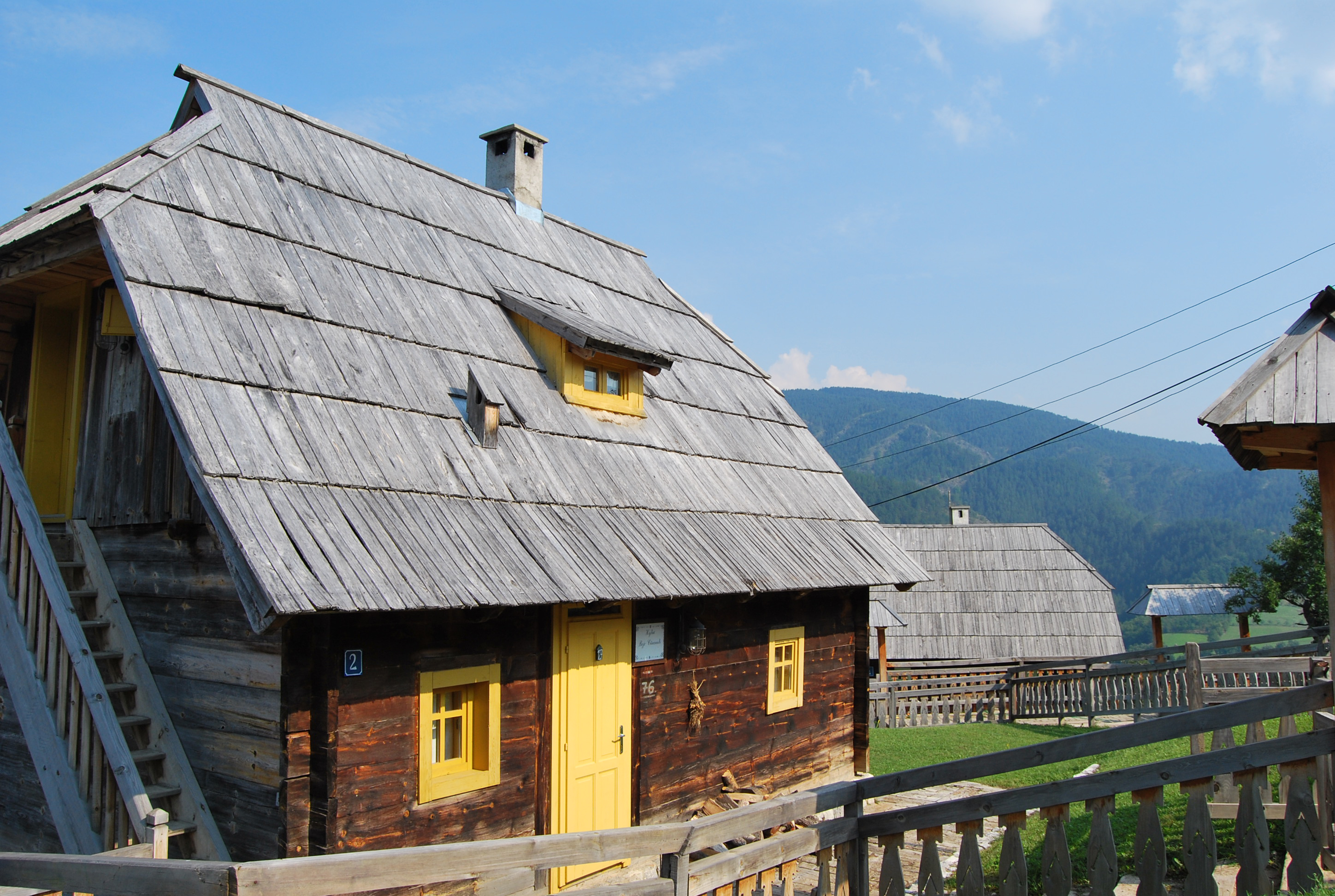
Drewniana chałupa

Początkowo wieś była zbudowana w 2000 roku do potrzeb filmu Życie jest cudem przez Emira Kusturicę. Na wzgórzu znajduje się pięćdziesiąt drewnianych chatek. Reżyser nadał tradycyjnej serbskiej wiosce nazwę Küstendorf – łącząc w niej swoje przezwisko „Kusta” z niemieckim przyrostkiem „dorf”, oznaczającym „wieś”. Drvengrad, czyli „drewniane miasto” (jak brzmi inna jej serbska nazwa). Miejscowość jest otwarta również dla turystów, na których, oprócz hotelu, czekają takie atrakcje, jak kompleks spa, plac zabaw dla dzieci, kilka restauracji, biblioteka, cerkiew prawosławna, kino i mały zjazd narciarski z wyciągiem.
Ulice Küstendorfa noszą nazwy: Nikola Tesla, Ernesto „Che” Guevara, Diego Maradona, Federico Fellini, Ingmar Bergman, Joe Strummer, Novak Đoković i Ivo Andric

## Küstendorf Film & Music Festival
Festiwal Filmu i Muzyki w Küstendorf odbywa się od 2008 roku pod patronatem serbskiego Ministra Kultury. W 2010 roku, gośćmi honorowymi byli Johnny Depp i Marjane Satrapi, zaś w 2011 na festiwal przybyli Abbas Kiarostami, Nikita Michałkow i Gael García Bernal. Reżyserzy chętnie udzielają odpowiedzi, a ich młodsi koledzy emocjonują się konkursem filmów krótkometrażowych, w którym stawką jest Złote Jajo, Srebrne Jajo i Brązowe Jajo.